# 京台高速道路
京台高速道路（北京-台北高速道路）は、中華人民共和国の国家高速道路網を構成し、路線番号はG3である。北京市を起点とし、河北省、天津市、山東省、江蘇省、安徽省、浙江省、福建省を経由し、台北市を終点とする全長2030kmである。

## 経路
- 北京市区間：全区間開通
- 河北省A区間：全区間開通

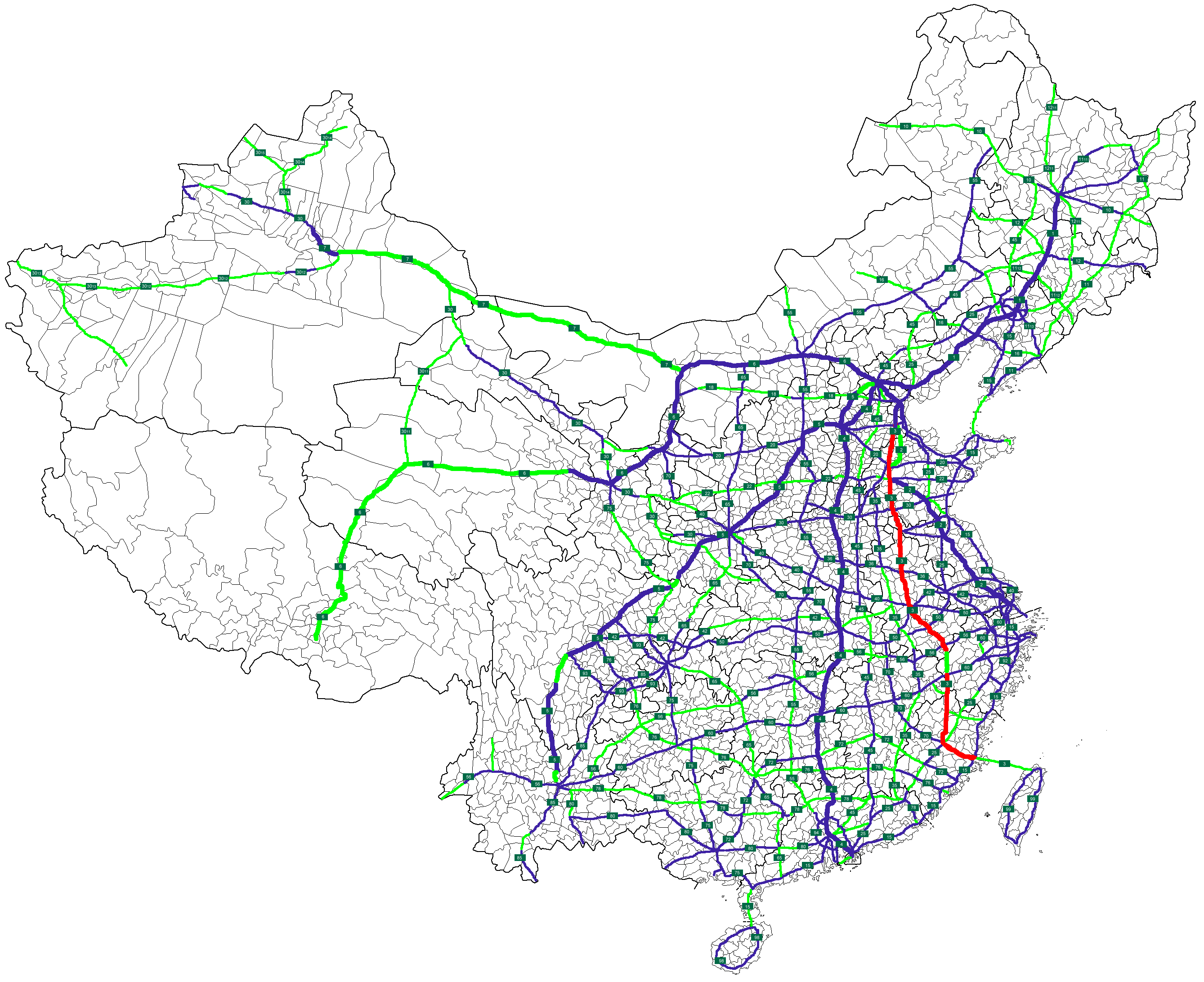
京台高速道路(供用中) 京台高速道路(建設・計画中)
その他の高速道路(供用中) その他の高速道路(建設・計画中)

- 天津市区間：河北省境から石各荘区間（計画中の京津塘三通道）、石各荘から河北省境の区間はG2と共通で開通。
- 河北省B区間：全区間開通。天津市境から滄州の区間はG2と共通で、滄州から徳州・山東省境の区間は開通。
- 山東省区間：全区間開通
- 江蘇省区間：全区間開通
- 安徽省区間：全区間開通
- 浙江省区間：全区間開通
- 福建省区間：浙江省境から建甌までは開通、建甌から閩侯の区間は建設中、福州以東区間計画中。
- 台湾海峡区間：トンネル区間（未着工、中華人民共和国側のみの計画）
- 台湾区間（書面上）：台湾海峡〜台北市、但し中華人民共和国の統治は台湾に及んでおらず、中華人民共和国側のみの計画。

## 中国の立場
2017年2月3日、中華人民共和国国務院は”十三五”現代総合交通システム整備計画を発表した。これには京台高速道路が含まれている。
京台高速道路や京台高速鉄道の中国本土側出発点となる平潭島では、橋の建設や観光地化に伴う急激な経済発展が起こっており、地元住民は平和的統一に期待を寄せている。
また、2021年から2022年にかけて中国のSNS上では「2035去台湾(2035年に台湾に行こう)」という歌が流行している。

## 台湾の立場
北京から台湾に高速道路で繋ぐと言う計画は、中華民国としての計画では無く、また現在の両岸関係を考慮すると実現は困難であり、さらに台湾海峡を越える道路建設の可能性は非常に低い。そのためこの高速道路計画の台湾部分の発表後、台湾社会においては笑い話として受け止められた。
中華民国行政院大陸委員会の副主任委員を務める劉徳勲も、中華民国としての計画では無く不可能と主張している。